# Línea T8 (Tranvía de París)
La Línea T8 de tranvía, conocida como Tram'y, es una de las líneas de la red de Tranvía de la Île de France que une Saint-Denis con Épinay-sur-Seine (Barrio de Orgemont) y Villetaneuse (futura estación de la Tangencial Norte), dentro del cual se contemplaba una ampliación a la futura estación Rosa Parks de la Línea RER E en la Puerta de Aubervilliers. Esta ampliación fue incluida en el dosier de la fracasada candidatura de París a los Juegos Olímpicos de 2012.
Entró en servicio en diciembre de 2014.

## Trazado y estaciones
|  |   |   |   |  | estaciones                          | Lat/Long                                   | zona | municipio        | correspondencia |
|  | - | - | - |  | ----------------------------------- | ------------------------------------------ | ---- | ---------------- | --------------- |
|  |   | o |   |  | Saint-Denis - Porte de Paris        | 48°55′47″N 2°21′29″E / 48.929685, 2.357982 | 3    | Saint-Denis      |                 |
|  |   | o |   |  | Pierre de Geyter                    | 48°55′57″N 2°21′07″E / 48.932503, 2.352066 | 3    | Saint-Denis      |                 |
|  |   | o |   |  | Saint-Denis                         | 48°56′08″N 2°20′51″E / 48.935628, 2.347439 | 3    | Saint-Denis      |                 |
|  |   | o |   |  | Paul Éluard                         | 48°56′24″N 2°20′43″E / 48.93995, 2.345288  | 3    | Saint-Denis      |                 |
|  |   | o |   |  | Delaunay-Belleville                 | 48°56′45″N 2°20′50″E / 48.945947, 2.34734  | 3    | Saint-Denis      |                 |
|  | o |   |   |  | César                               | 48°56′58″N 2°20′33″E / 48.949497, 2.342388 | 3    | Villetaneuse     |                 |
|  | o |   |   |  | Jean Vilar                          | 48°57′12″N 2°20′37″E / 48.95331, 2.343529  | 3    | Villetaneuse     |                 |
|  | o |   |   |  | Pablo Neruda                        | 48°57′24″N 2°20′38″E / 48.956535, 2.344014 | 3    | Villetaneuse     |                 |
|  | o |   |   |  | Villetaneuse-Université             | 48°57′34″N 2°20′31″E / 48.959529, 2.341825 | 3    | Villetaneuse     |                 |
|  |   |   | o |  | Blumenthal                          | 48°56′53″N 2°20′19″E / 48.947932, 2.338537 | 3    | Épinay-sur-Seine |                 |
|  |   |   | o |  | Les Mobiles                         | 48°57′00″N 2°19′44″E / 48.949944, 2.328771 | 3    | Épinay-sur-Seine |                 |
|  |   |   | o |  | Les Béatus                          | 48°57′06″N 2°19′13″E / 48.951659, 2.320405 | 3    | Épinay-sur-Seine |                 |
|  |   |   | o |  | Rose Bertin Centre commercial l'Ilo | 48°57′11″N 2°18′56″E / 48.953181, 2.31547  | 3    | Épinay-sur-Seine |                 |
|  |   |   | o |  | Lacépède                            | 48°57′19″N 2°18′44″E / 48.955333, 2.312084 | 3    | Épinay-sur-Seine |                 |
|  |   |   | o |  | Gilbert Bonnemaison                 | 48°57′19″N 2°18′29″E / 48.955402, 2.308008 | 3    | Épinay-sur-Seine |                 |
|  |   |   | o |  | Épinay-sur-Seine - Gare             | 48°57′21″N 2°18′07″E / 48.95586, 2.302043  | 3    | Épinay-sur-Seine |                 |
|  |   |   | o |  | Épinay-Orgemont                     | 48°57′20″N 2°17′45″E / 48.955444, 2.295716 | 3    | Épinay-sur-Seine |                 |